# André Mouret
Pour les articles homonymes, voir Mouret.
André Mouret, né le 20 novembre 1745 à Saigneville (Somme), mort le 10 octobre 1818 à Versailles (Seine-et-Oise), est un général français de la Révolution et de l’Empire.

## États de service
Il entre en service le 30 novembre 1766 comme volontaire au régiment de Penthièvre-infanterie, plus tard 78e d’infanterie, il passe caporal le 16 avril 1770, sergent le 14 octobre 1774, et sergent major le 17 septembre 1777. Le 2 octobre 1781, il est officier au bataillon provincial de Flandre, et il est licencié le 11 mai 1783.
Le 24 août 1784 il devient lieutenant dans une compagnie d’invalides détachée en 1785, et le 8 octobre 1791 il est nommé lieutenant-colonel en second au 3e bataillon de volontaires des Basses-Alpes, avant d’en prendre le commandement le 1er juillet 1793.
Il est promu général de brigade le 19 août 1793 et il participe au siège de Toulon. Il est élevé au grade de général de division le 13 octobre 1793, et le 15 janvier 1794 il est employé à l’armée des Alpes et en Corse. Il s'empare d'Oneille et rejoignant le général Masséna, ils attaquent Ponte di Nava (it), Ormea et Garessio pour obliger les Autrichiens à dégarnir leurs positions. Il est suspendu de ses fonctions le 25 mai 1795, et réformé le 13 juin suivant.
Remis en liberté le 24 septembre 1795, il est employé provisoirement près de la force armée du département des Bouches-du-Rhône le 23 novembre 1795, et il est confirmé dans ses fonctions le 7 janvier 1796. Il est remis en activité le 7 avril 1796, et le 9 juin il commande la 8e division militaire, puis la 21e le 12 août suivant. Il est réformé le 22 septembre 1796, et le 19 janvier 1797, il reprend du service comme commandant de la 21e division militaire.
Le 26 juillet 1800 il est nommé chef de la 3e demi-brigade de vétérans nationaux. Il est fait chevalier de la Légion d’honneur le 5 février 1804, et commandeur de l’ordre le 14 juin suivant. Le 17 septembre 1805, il prend les fonctions de commandant d’armes de la ville de Gênes jusqu’au 21 avril 1814. Il est admis à la retraite le 6 octobre 1815.
Il meurt le 10 octobre 1818 à Versailles.

## Sources
- (en) « Generals Who Served in the French Army during the Period 1789 - 1814: Eberle to Exelmans »
- Thierry Pouliquen, « Les généraux français et étrangers ayant servis [sic] dans la Grande Armée » (consulté le 3 août 2014)
- « Cote LH/1954/33 », base Léonore, ministère français de la Culture
- Étienne Charavay, Correspondance général de Carnot, tome 4, imprimerie Nationale, 1907, p. 68
- (pl) « Napoléon.org.pl »